# Муратова, Кира Георгиевна
Ки́ра Гео́ргиевна Мура́това (рум. Kira Muratova, укр. Кіра Георгіївна Муратова, урождённая Коротко́ва; 5 ноября 1934, Сороки, Бессарабия, Королевство Румыния — 6 июня 2018, Одесса, Украина) — советская и украинская киноактриса, кинорежиссёр и сценаристка. Народная артистка Украинской ССР (1990).

## Биография

### Ранние годы
Родилась 5 ноября 1934 года в бессарабском городе Сороки.
Её отец, инженер Юрий Александрович Коротков (рум. Gheorghe Corotcov; 1907—1941) был в это время секретарём сорокского подпольного уездного комитета коммунистической партии Румынии, и здесь же жили его родители.
Мать — врач-гинеколог Наталья Ицковна (Исааковна) Короткова-Скурту (урождённая Резник, рум. Natalia Corotcov-Scurtu; 1906—1981) — еврейского происхождения, выпускница Льежского университета; как и муж — член компартии Румынии с 1928 года, в годы войны — секретарь Анны Паукер, директора базировавшегося в Уфе под эгидой Коминтерна радио «România Liberă» (Свободная Румыния), впоследствии работала в министерстве культуры СРР, врачом бухарестского родильного дома Polizu и, наконец, заместителем министра здравоохранения СРР; ею написано несколько пособий по уходу за новорождёнными.
После освобождения родителей из заключения в 1939 году семья поселилась в Бухаресте, где родители находились на нелегальной работе по линии Коминтерна, и мать работала врачом в больнице. После присоединения Бессарабии к СССР в 1940 году и до эвакуации вся семья жила на родине матери в Кишинёве, где отец был на партийной работе, а мать была назначена директором фельдшерско-акушерской школы.
После начала Великой Отечественной войны Кира с матерью были эвакуированы из города, а оставленный для организации партизанского подполья отец был захвачен румынскими войсками в ходе неудавшегося десанта на оккупированной территории и расстрелян в районе села Гура-Рошие. В первые годы войны была с матерью в эвакуации в Ташкенте, где мать устроилась ординатором в Ташкентском медицинском институте.
До конца 1980-х годов имела румынское гражданство, потом приняла советское и после распада СССР — украинское.

### Учёба
С 1952 года изучала филологию в МГУ, в 1959 году окончила режиссёрский факультет ВГИКа, где училась в мастерской Сергея Герасимова и Тамары Макаровой.
Дебютировала в кино как сценарист, режиссёр и актриса будучи студенткой 4-го курса ВГИКа в 1958 году — совместно со своим будущим мужем Александром Игоревичем Муратовым поставив в качестве курсовой работы короткометражный фильм «Весенний дождь».
Дипломную работу — короткометражный фильм «У крутого яра», также сорежиссёром вместе с Александром Муратовым, сняла в 1961 году на московской Киностудии им. М. Горького.

### Режиссёр
В 1961 году Кира Муратова стала режиссёром на Одесской киностудии где в 1964 году снова совместно с Александром Муратовым сняла полнометражную ленту «Наш честный хлеб».
Первыми же своими самостоятельными фильмами «Короткие встречи» (1967) и «Долгие проводы» (1971) режиссёр заявила об интересе к современной нравственной проблематике и неоднозначным человеческим характерам. Фильм «Долгие проводы» был «положен на полку» и впервые вышел в прокат во время Перестройки.
После скандалов с руководством Одесской киностудии ей пришлось уехать из Одессы в Ленинград, где на «Ленфильме» появилась картина «Познавая белый свет» (1978). Тогда же она познакомилась с художником Евгением Голубенко, ставшим её вторым мужем и соавтором сценариев. Среди наиболее заметных её работ — «Перемена участи» (1987) и «Астенический синдром» (1989), ленты, привлёкшие к себе значительное внимание критики и общества.
Последняя картина была удостоена Специального приза жюри «Серебряный медведь» 40-го Берлинского кинофестиваля (1990 год) и кинопремии «Ника» за лучший игровой фильм (1991 год).

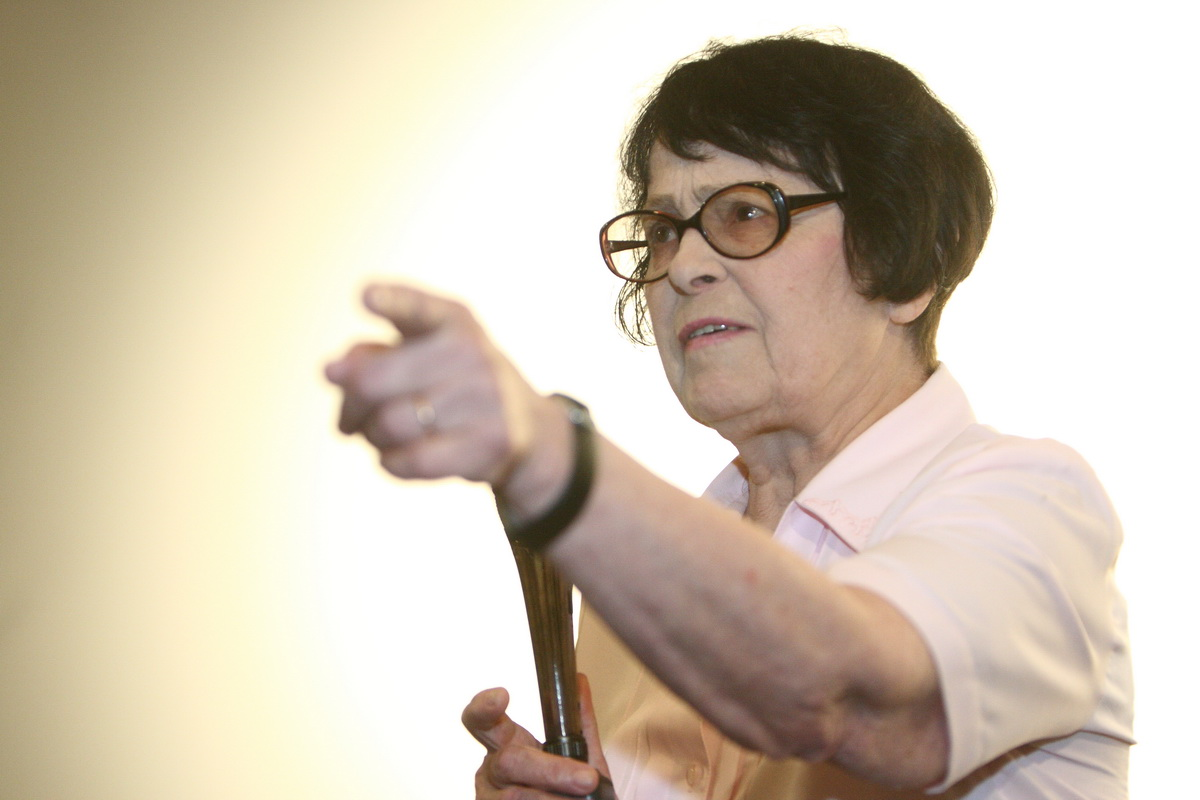
Кира Муратова на Одесском международном кинофестивале, июль 2010 года

После премьеры картины «Вечное возвращение» (2012) заявила, что уходит из кинематографа.
В фильмах Киры Муратовой снимались Владимир Высоцкий, Георгий Делиев, Олег Табаков, Зинаида Шарко, Нина Русланова, Рената Литвинова, Алла Демидова, Наталья Бузько, Сергей Маковецкий.
Сотрудничала с композиторами Олегом Каравайчуком и Валентином Сильвестровым.
Кира Муратова скончалась 6 июня 2018 года, вечером, в своей одесской квартире после тяжёлой болезни. Похоронена на Таировском кладбище в Одессе.
В 2021 году на экраны вышел фильм Ренаты Литвиновой «Северный ветер», который посвящён Кире Муратовой.

### Общественная позиция
Высказалась в поддержку Евромайданa, считая Януковича выразителем великорусского шовинизма в отношении украинцев и молдаван, но в то же время заявила, что как русскоязычный режиссёр понимает причины украинизации
Я не владею литературным украинским языком, могу объясниться на базаре, но не больше. Ко мне и моим фильмам здесь всегда проявляли уважение. Но в какой-то момент началась украинизация кино; мне этот процесс был понятен, иначе и не могла состояться Украина. Да, я лично столкнулась со сложностями и могла бы сейчас высказывать сугубо личные претензии к Украине, но я этих претензий не имею. Я объективно смотрю на вещи, на то, что пережили люди в Киеве, почему вышли воевать против конкретного зла.
а также акцентировала на том, что ей трудно поверить в неотвратимость войны.
Мне трудно поверить. Всегда думала, что Путин — умный человек. Но, как кто-то недавно написал, — должно быть, он испытывает фантомные боли по империи.
В июле 2015 года в интервью «Новой газете», осуждая войну на востоке Украины и призывая к мирным средствам его решения, Кира Муратова заявила:
Нет, я не над схваткой, я принимаю сторону Украины. Мне не нравится, что она воюет, но я не знаю, как можно из этого выйти — в тех стандартах, в которых живет человечество: «Надо защищать свою территорию, надо бороться!»

## Семья
Первый муж — Александр Игоревич Муратов (1935—2025), режиссёр и сценарист. Дочь Марианна, погибла. Двое внуков, из которых один, Антон, сыграл роль в её фильме «Вечное возвращение».
Второй муж — Евгений Иванович Голубенко (род. 1956, Каменец-Подольский), живописец, художник-постановщик и соавтор сценариев Муратовой.

## Фильмография

### Актриса
| Год  |   | Название          | Роль                                                     |
| ---- | - | ----------------- | -------------------------------------------------------- |
| 1958 | ф | Весенний дождь    | эпизод                                                   |
| 1961 | ф | У крутого яра     | машинистка в сельсовете                                  |
| 1967 | ф | Короткие встречи  | Валентина Ивановна Свиридова                             |
| 1969 | ф | Опасные гастроли  | Нина Александровна, революционерка (в титрах не указана) |
| 1987 | ф | Сад желаний       | колдунья                                                 |
| 1993 | ф | Посторонний/Жираф | Имя персонажа не указано                                 |

### Режиссёр
- 1958 — Весенний дождь (короткометражный)
- 1961 — У крутого яра (короткометражный; совместно с Александром Игоревичем Муратовым)
- 1964 — Наш честный хлеб (совместно с Александром Игоревичем Муратовым)
- 1967 — Короткие встречи
- 1971 — Долгие проводы
- 1979 — Познавая белый свет
- 1983 — Среди серых камней
- 1987 — Перемена участи
- 1989 — Астенический синдром
- 1992 — Чувствительный милиционер
- 1994 — Увлеченья
- 1997 — Три истории
- 1999 — Письмо в Америку (короткометражный)
- 2001 — Второстепенные люди
- 2002 — Чеховские мотивы
- 2004 — Настройщик
- 2005 — Справка (короткометражный)
- 2006 — Кукла (короткометражный)
- 2007 — Два в одном
- 2009 — Мелодия для шарманки
- 2012 — Вечное возвращение[34]

### Сценарист
- 1958 — Весенний дождь
- 1962 — У крутого яра
- 1967 — Короткие встречи
- 1979 — Познавая белый свет
- 1987 — Перемена участи
- 1989 — Астенический синдром
- 1992 — Чувствительный милиционер
- 2001 — Второстепенные люди
- 2002 — Чеховские мотивы
- 2004 — Настройщик
- 2009 — Мелодия для шарманки
- 2012 — Вечное возвращение

## Награды и премии
- Орден князя Ярослава Мудрого ІІІ степени (29 мая 2009 года) — за весомый личный вклад в развитие украинского киноискусства, высокое профессиональное мастерство и по случаю юбилея акционерного общества «Одесская киностудия» и основание Одесского отделения Национального союза кинематографистов Украины[35]
- Орден князя Ярослава Мудрого IV степени (4 ноября 2004 года) — за выдающиеся личные заслуги перед Украинским государством в развитии культуры и искусства, многолетнюю плодотворную деятельность в области кинематографии[36]
- Орден князя Ярослава Мудрого V степени (4 марта 1999 года) — за самоотверженный труд, высокое профессиональное мастерство, активную гражданскую позицию[37]
- Юбилейная медаль «20 лет независимости Украины» (19 августа 2011 года) — за значительный личный вклад в социально-экономическое, научно-техническое и культурно-образовательное развитие Украинского государства, весомые трудовые достижения и многолетний добросовестный труд[38]
- Орден Дружбы (19 октября 2004 года, Россия) — за большой вклад в укрепление и развитие российско-украинских культурных связей[39][40]
- Народная артистка Украинской ССР (1990)
- Национальная премия Украины имени Тараса Шевченко (24 февраля 1993 года) — за документальную кинодилогию «Июльские грозы» («Забастовка», «Выброс») Украинской студии хроникально-документальных фильмов[41]
- Государственная премия Украины имени Александра Довженко (9 сентября 2002 года) — за весомый вклад в развитие отечественного киноискусства[42]
- Лауреат Всесоюзного кинофестиваля в номинации «Большая премия» (1987)
- Лауреат Всесоюзного кинофестиваля в номинации «Приз за режиссуру» (1988)
- Премия «Ника» в номинации «Лучший игровой фильм» (1990)
- Специальный приз жюри «Серебряный медведь» 40-го Берлинского кинофестиваля (1990)
- Премия «Кинотавр» в номинации "Специальные призы в конкурсе «Фильмы для избранных» (1992)
- Почетный «Леопард» Международного кинофестиваля в Локарно (1994)
- Премия «Кинотавр» в номинации «Специальные призы российского конкурса» (1994)
- Премия «Ника» в номинации «Лучший игровой фильм» (1994)
- Премия «Ника» в номинации «Лучшая режиссура» (1994)
- Российская независимая премия «Триумф» (1995)
- Премия «Кинотавр» в номинации «Специальные призы за режиссуру» (1997)[43]
- II Международный телекинофорум «Вместе» (2001) — Приз «Лучший режиссёр» за фильм «Второстепенные люди»[44]
- Главная премия Искусств (1999, Берлинская Академия искусств)
- Премия «Свобода» (2000, Американский фонд кино)
- Приз жюри Международной федерации кинопрессы 31-го Мкф (2009)
- Награждена памятной медалью, учреждённой МХТ к 150-летию А. П. Чехова (2005)[45]
- Награждена премией имени Мирона Черненко (2010) Гильдии киноведов и кинокритиков России
- Премия «Ника» в номинации «Лучший фильм стран СНГ и Балтики» («Вечное возвращение») (2013)
- Премия «Белый слон» Гильдии киноведов и кинокритиков России за лучшую режиссёрскую работу и приз молодых кинокритиков («Вечное возвращение») (2014)[46]
- Приз Золотой Дюк за вклад в киноискусство — Одесский международный кинофестиваль (июль 2014)[47]
- Почётный гражданин Одессы (2017)[48]

## Камео
- 1987 — Я и лошадь, я и бык, я и баба, и мужик / I am an Ox, I am a Horse, I am a Man, I am a Woman (реж. Салли Поттер)

## Галерея
- Наталья Скурту (мать Киры Муратовой), Георге Георгиу-Деж, Петру Гроза, С. И. Кавтарадзе и Сава Гановский (1950)
- Наталья Скурту (мать Киры Муратовой), Георге Георгиу-Деж и Гостав Марин (фотография, 1950)
- Отец Киры Муратовой Юрий Коротков (фотография) Архивная копия от 14 июля 2014 на Wayback Machine